# Fred Entbrouxk
Frederik Gilbert Kamiel (Fred) Entbrouxk (Antwerpen, 6 juni 1949) is een voormalig Belgisch politicus voor de Volksunie en vervolgens de N-VA.

## Biografie
Entbrouxk deed zijn intrede in de Boechoutse gemeentepolitiek op 10 april 1972. Na de gemeenteraadsverkiezingen van 1976 werd hij schepen in de toenmalige coalitie van de Volksunie en Gemeentebelangen. Deze functie oefende hij uit tot de nieuwe verkiezingen in 1982. in 1985 volgde hij Etienne Aussems (CVP) op als burgemeester, een functie die hij uitoefende tot 1995.
In 2001 werd hij in de coalitie van VLD, CD&V en Volksunie onder leiding van burgemeester Albert Mariën opnieuw schepen. Als eerste schepen was hij verantwoordelijk voor onderwijs, cultuur en toerisme, jeugd, inspraak en informatie. Bij de splitsing van de Volksunie in 2001 stapte hij over naar Tesamen Eén Aan de Meet Boechout-Vremde (Team BV) waarvoor hij lijsttrekker was bij de lokale verkiezingen van 2006. In december 2008 maakte hij zijn overstap naar de N-VA bekend, voor deze partij was hij bij de lokale verkiezingen van 2012 lijsttrekker. In september 2014 verliet hij de politiek.
In 2008 werd hij benoemd tot ridder in de Orde van Leopold II.